# Batrachedra eustola
Batrachedra eustola là một loài bướm đêm thuộc họ Blastobasidae. Nó được tìm thấy ở Úc.